# Paussac-et-Saint-Vivien
Paussac-et-Saint-Vivien é uma comuna francesa na região administrativa da Nova Aquitânia, no departamento Dordonha. Estende-se por uma área de 22,53 km². Em 2010 a comuna tinha 479 habitantes (densidade: 21,3 hab./km²).